# Sand In My Shoes
«Sand In My Shoes» (en español: «Arena en mis zapatos») es una canción de la intérprete británica Dido, escrita y producida por ella para su segundo álbum de estudio Life for Rent de 2003. La canción fue escogida como el cuarto y último sencillo del álbum, siendo publicada el 13 de septiembre de 2004.

## Lista de canciones
1. «Sand in My Shoes» (Álbum Versión)
2. «Sand in My Shoes» (Dab Hands Baleria Injection Mix)
3. «Sand in My Shoes» (Beginerz Vocal Mix)
4. «Sand in My Shoes» (Steve Lawler We Love Ibiza Mix)
5. «Sand in My Shoes» (Rollo & Mark Bates Mix)

## Posicionamiento
| Listas (2004)                             | Posicionamiento |
| ----------------------------------------- | --------------- |
| Australian ARIA Singles Chart             | 37              |
| Austria Singles Chart                     | 57              |
| Bélgica Singles Chart (Ultratip Wallonia) | 15              |
| Alemania Singles Chart                    | 37              |
| Rusia Airplay Chart                       | 8               |
| Suiza Singles Chart                       | 95              |
| UK Singles Chart                          | 29              |
| U.S. Billboard Hot Dance Club Songs       | 1               |
| U.S. Billboard Adult Pop Songs            | 24              |